# Carentino
Carentino (piemontesisch Carentén) ist eine Gemeinde in der italienischen Provinz Alessandria (AL), Region Piemont.

## Lage und Einwohner
Carentino liegt 16 km südwestlich von der Provinzhauptstadt Alessandria entfernt, nahe des Belbo, an der Grenze zur Provinz Asti. Das Gemeindegebiet umfasst eine Fläche von 9,81 km² und hat 320 (Stand 31. Dezember 2023) Einwohner.
Die Nachbargemeinden sind Bergamasco, Borgoratto Alessandrino, Bruno (AT), Frascaro, Gamalero, Mombaruzzo (AT) und Oviglio.

## Geschichte

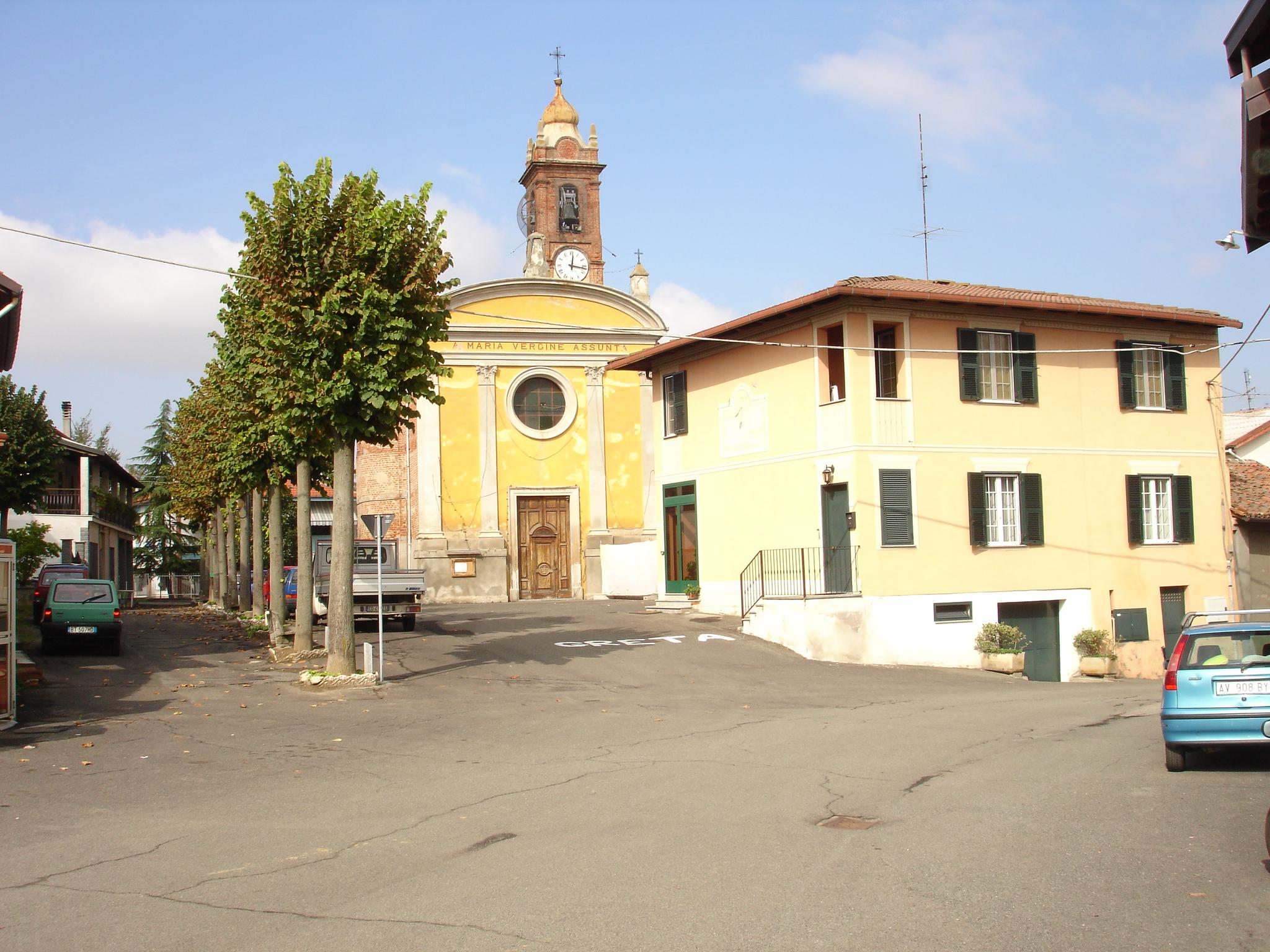
Gemeindezentrum

Sein Name scheint sowohl vom Personennamen keltischen Ursprungs „Carentinius“ als auch vom Namen Carantia abgeleitet zu sein. Die erste Erwähnung stammt aus dem Jahr 1180 und trägt den Ablativ „Carentino“. Die Ursprünge der Siedlung reichen bis ins Mittelalter zurück. Ehemals im Besitz der Familie der Markgrafen von Monferrato, wurde es 1224 von diesen an die Markgrafschaft von Incisa abgetreten. Von diesem Moment an wurde es zu einem der Hauptsitze der Familie, bis im Jahr 1514 die Markgrafen von Monferrato erneut Eigentümer wurden und es als Lehen an die Faà di Bruno, eine der bedeutendsten Familien von Alessandria, abtraten. Einer ihrer Vertreter, Antonio, bekannt als der Abt von Carentino, wurde für seine Missbräuche und Missetaten gegenüber den ihm unterworfenen Menschen berüchtigt. Im Jahr 1691 wurde er vom Inquisitionsgericht verurteilt, das auch sein gesamtes Vermögen zugunsten des Heiligen Offiziums beschlagnahmte.
Im 18. Jahrhundert ging es an die Familie Savoyen über. Während der faschistischen Zeit wurde es in die nahegelegene Gemeinde Bergamasco eingegliedert, von der es erst zehn Jahre nach der Befreiung im Jahr 1955 die volle Unabhängigkeit zurück erlangte.
Carentino hat seit 1923 einen Bahnhof an der Bahnstrecke Alessandria–Cavallermaggiore. Die Strecke wurde am 17. Juni 2012 stillgelegt.

## Sehenswürdigkeiten
Das historisch-architektonische Erbe ist nicht besonders reich. Zu den Zeugnissen von größtem künstlerischen Wert gehört die Pfarrkirche Mariä Himmelfahrt im Barockstil, an die ein Glockenturm angebaut worden ist.

## Kulinarische Spezialitäten
Bei Carentino werden Reben der Sorte Barbera für den Barbera d’Asti, einen Rotwein mit DOCG Status angebaut.